# Каудекерк-ан-ден-Рейн
Каудекерк-ан-ден-Рейн (нід. Koudekerk aan den Rijn) — село в муніципалітеті Алфен-ан-ден-Рейн, провінція Південна Голландія, Нідерланди. Розташоване за 4 км на захід від адміністративного центру муніципалітету — міста Алфен-ан-ден-Рейн, на північному березі річки Ауде-Рейн.

## Історія
Поселення Каудекерк виникло не пізніше XIII століття, а за деякими даними — до X століття. Археологічні розкопки довели, що в цій місцевості люди мешкали як за давньоримської доби, так і за часів франків.
Щодо походження топоніму серед істориків немає одностайної думки. За однією версією, назва села походить від германського племені хауків, яке мешкало у цій місцевості. За іншою, яка дослівно перекладає слово «Koudekerk» як «Холодна церква», тут колись було зведено церкву, яка розмішувалася у дуже холодному місці. Обидві версії не мають наукового підтвердження і, ймовірно, базуються на міфах. Найновіші дослідження виявили, що нідерландське слово «koud» (укр. «холодний») у давнину мало ще одне значення — «покинутий», тому одним з варіантів перекладу назви «Koudekerk» може бути «Місце із покинутою церквою», де мається на увазі поселення, розорене ворогом, наприклад, вікінгами, які у IX–XIII століттях часто здійснювали набіги на ці території.
З X століття в цій місцевості видобували торф.
У Середньовіччі Каудекерком володіла родина ван Пулгест, представники якої близько 1250 року збудували біля села замок Грот-Пулгест. Втім, від будівлі замку, зруйнованого близько 1700 року, залишилася лише одна із в'їзних веж.
У XIV столітті в Каудекерку, завдяки близькості до ріки та наявності сировини, почали виникати невеликі мануфактурні виробництва цегли та черепиці. До XIV–XV століть об'єми видобутку торфу впали, і виробництво глиняної продукції стало основною галуззю промисловості в селі. Виробництва цегли та черепиці проіснували тут до XX століття.
У середині XVII століття село стає досить важливим центром торгівлі, тут проходять торгові шляхи між Лейденом, Утрехтом, Амстердамом, Роттердамом та іншими містами регіону. Перевезення через Ауде-Рейн здійснювалося поромом, проте у 1838 році через річку перекинули розвідний міст Каудекерксебрюг.
1 січня 1938 року назву села було уточнено на Каудекерк-ан-ден-Рейн, щоб відрізнити це село від села Каудекерке у провінції Зеландія.
До 1991 року Каудекерк-ан-ден-Рейн був окремим муніципалітетом, того ж року він увійшов до складу громади Рейнвауде. З 1 січня 2014 року муніципалітет Рейнвауде, а з ним — і Каудекерк-ан-ден-Рейн, об'єднали з муніципалітетом Алфен-ан-ден-Рейн.

## Транспорт
У Каудекер-ан-ден-Рейні немає залізничних станцій. Найближчий автошлях — N11, який пролягає на іншому березі Ауде-Рейна, за селом Хазерсвауде-Рейндейк.
Через село, по набережній Ауде-Рейна, проходить міжміський автобусний маршрут № 169, який сполучає Каудекер-ан-ден-Рейн із Лейденом і Алфен-ан-ден-Рейном.

## Пам'ятки
На території села Каудекер-ан-ден-Рейн розташована 31 національна пам'ятка, зокрема:
- церква XV століття,
- вітряк Hondsdijkse Molen (1644 або 1693 рр.),
- вітряк Lagenwaardse Molen (1634 р.),
- залишки замку Гроте-Пулгест.

## Видатні мешканці
- В Каудекерку провів дитинство видатний нідерландський ді-джей Армін ван Бюрен.

## Галерея

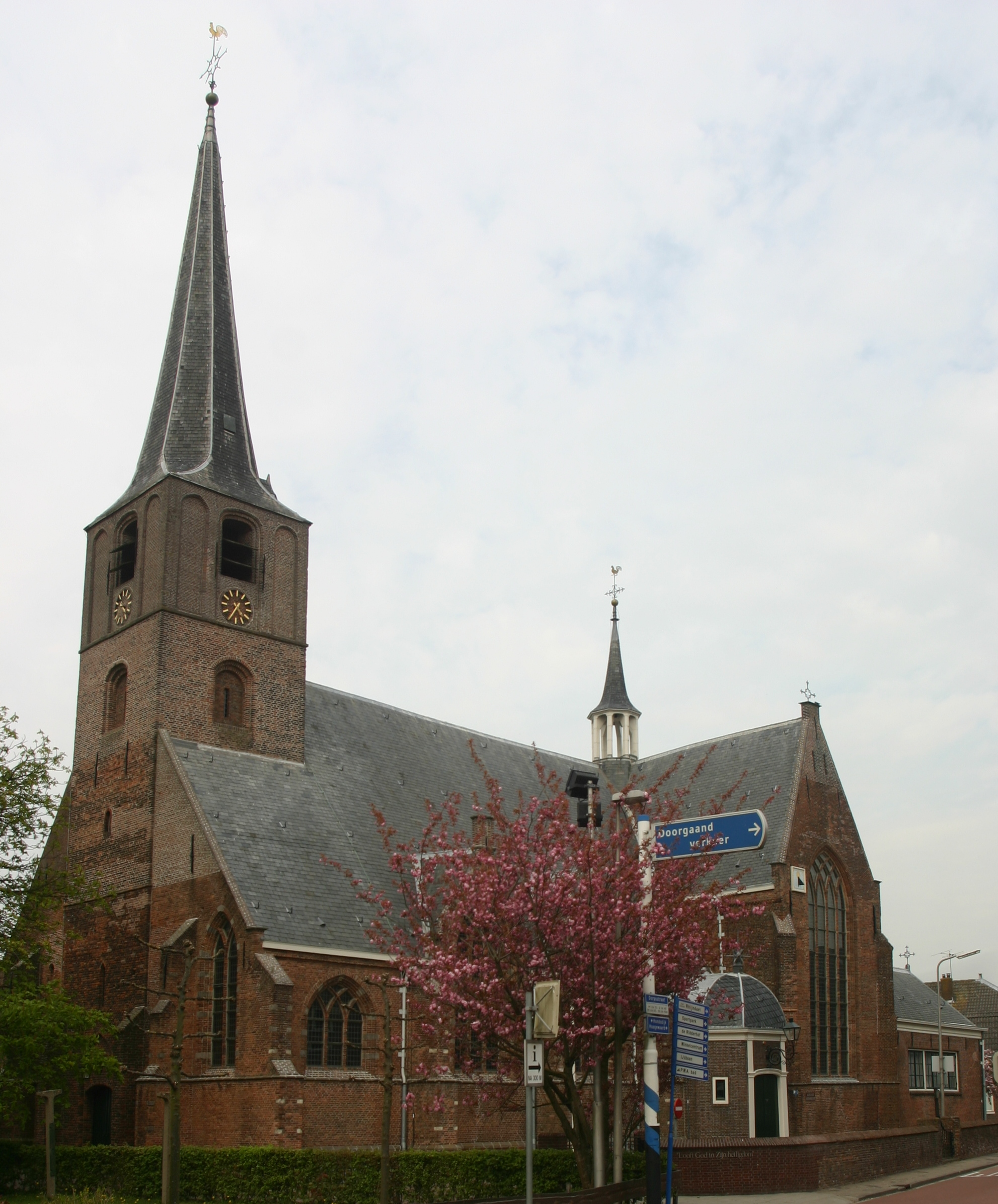
Церква XV століття
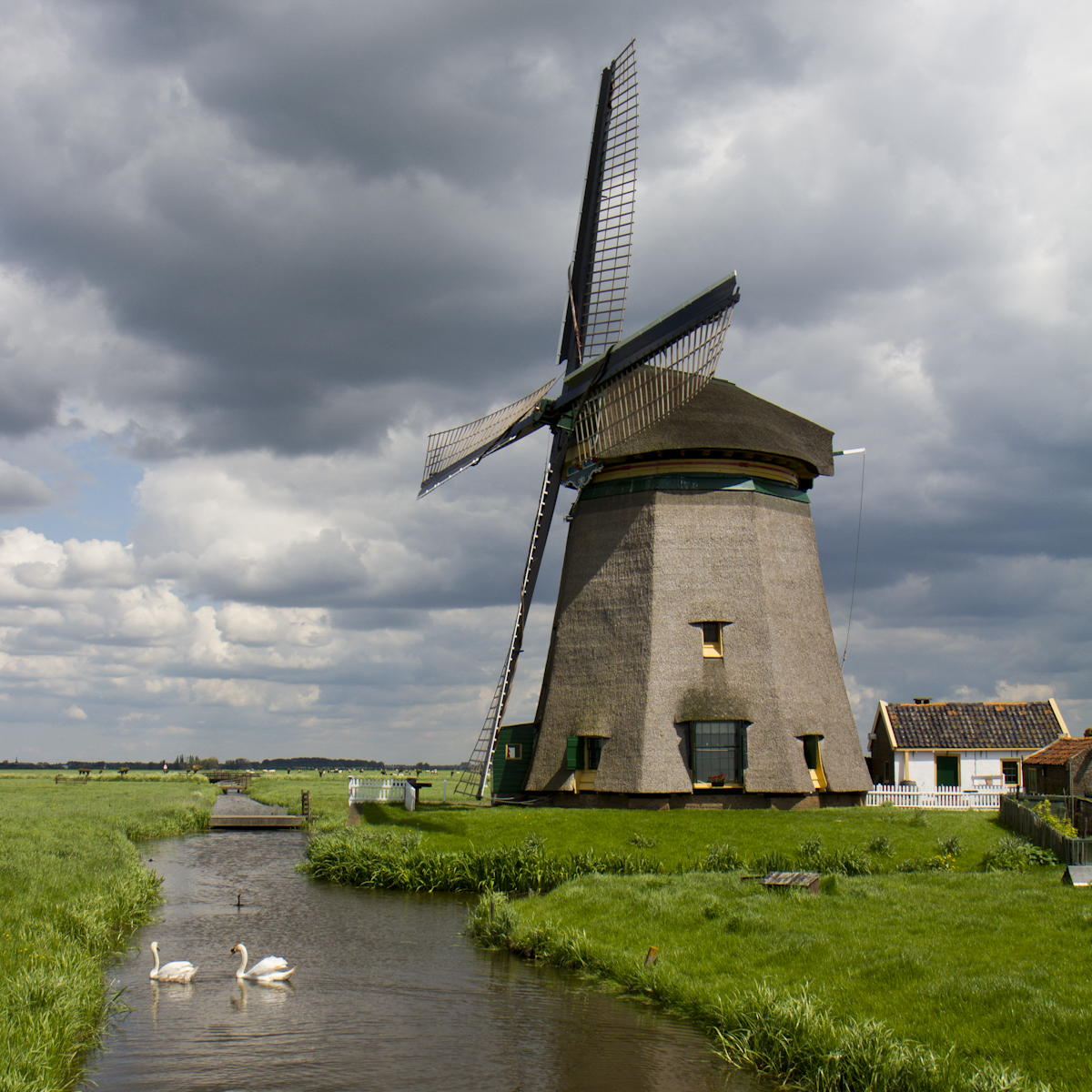
Вітряк Hondsdijkse Molen
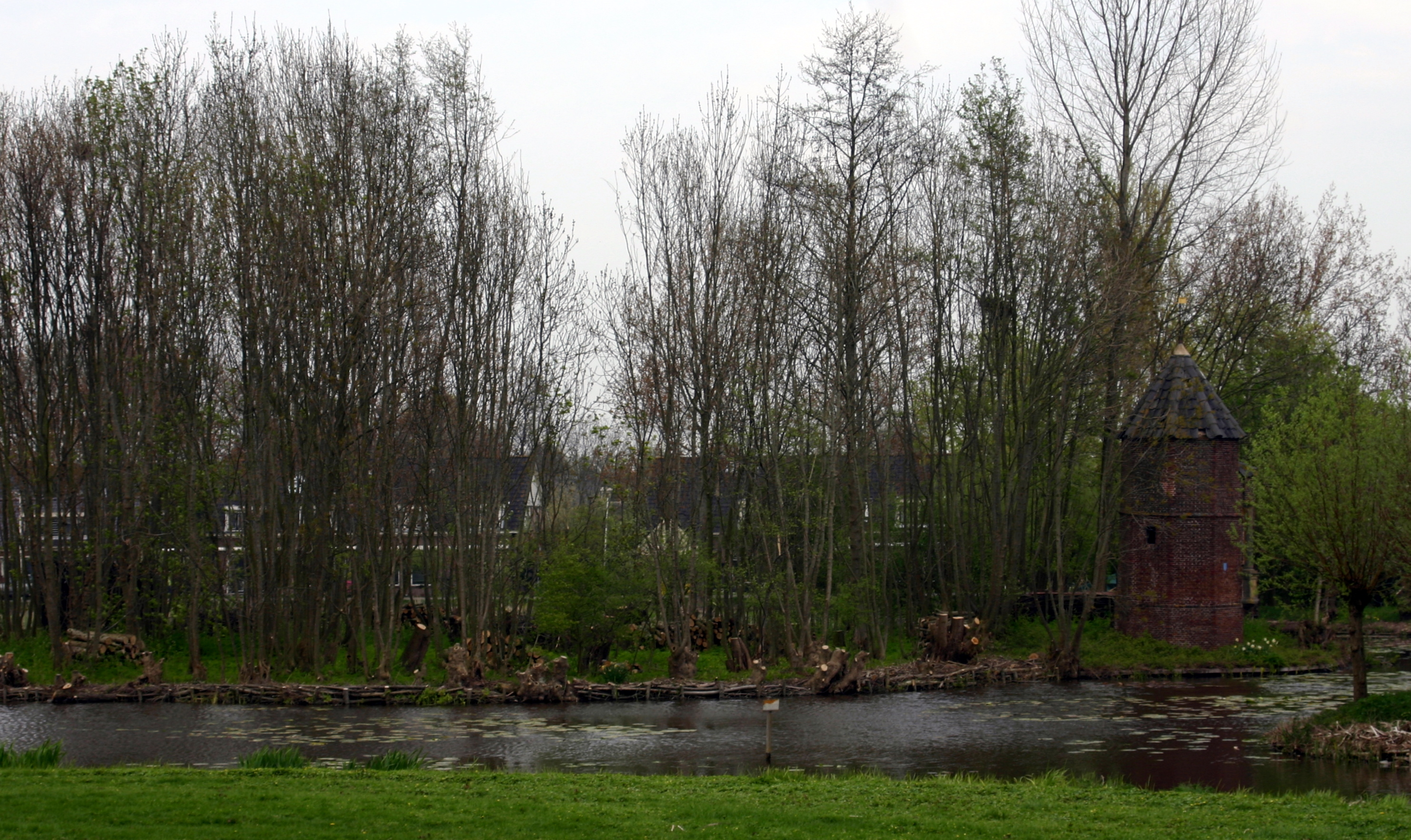
Залишки замку Гроте-Пулгест
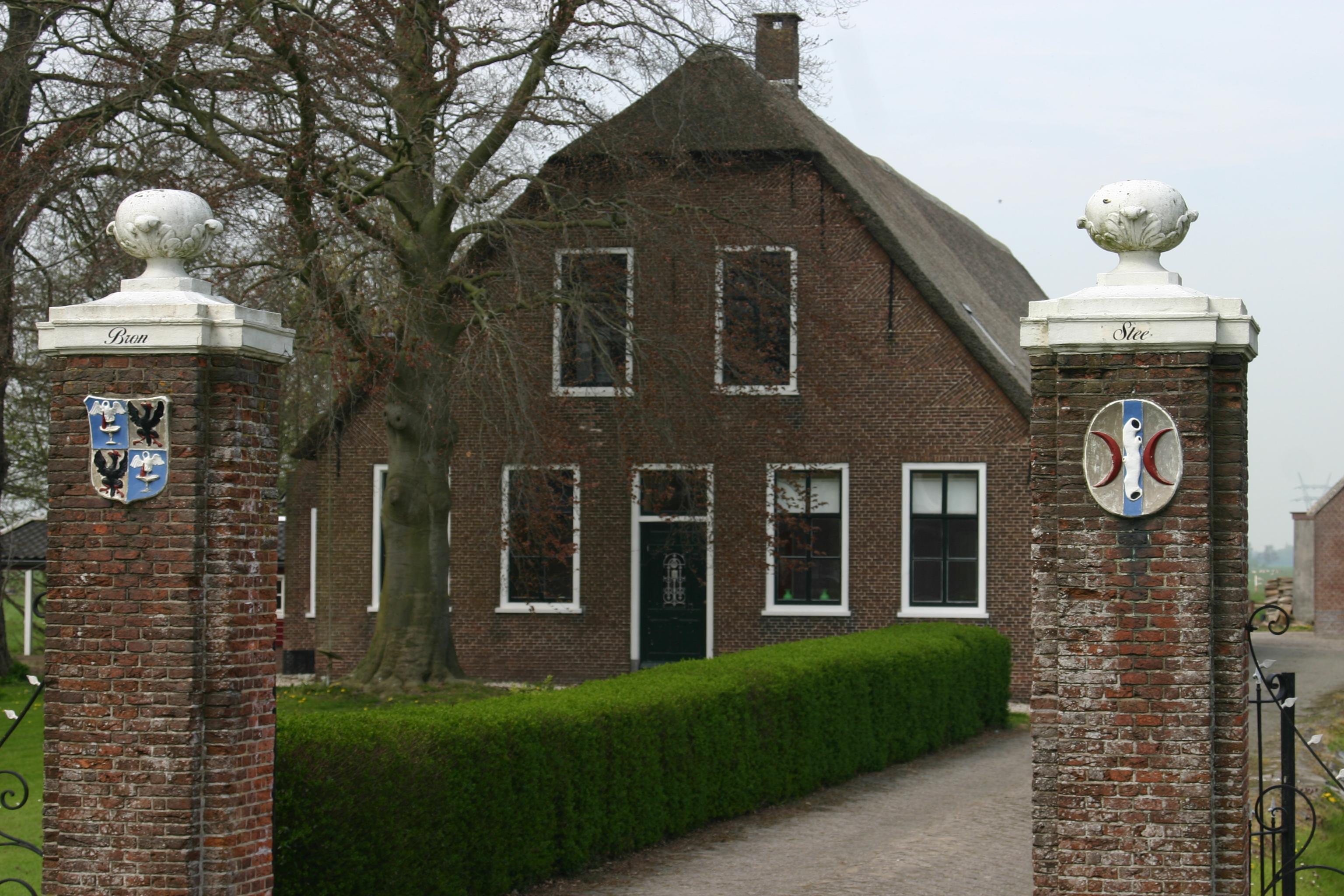
Садиба XVII століття
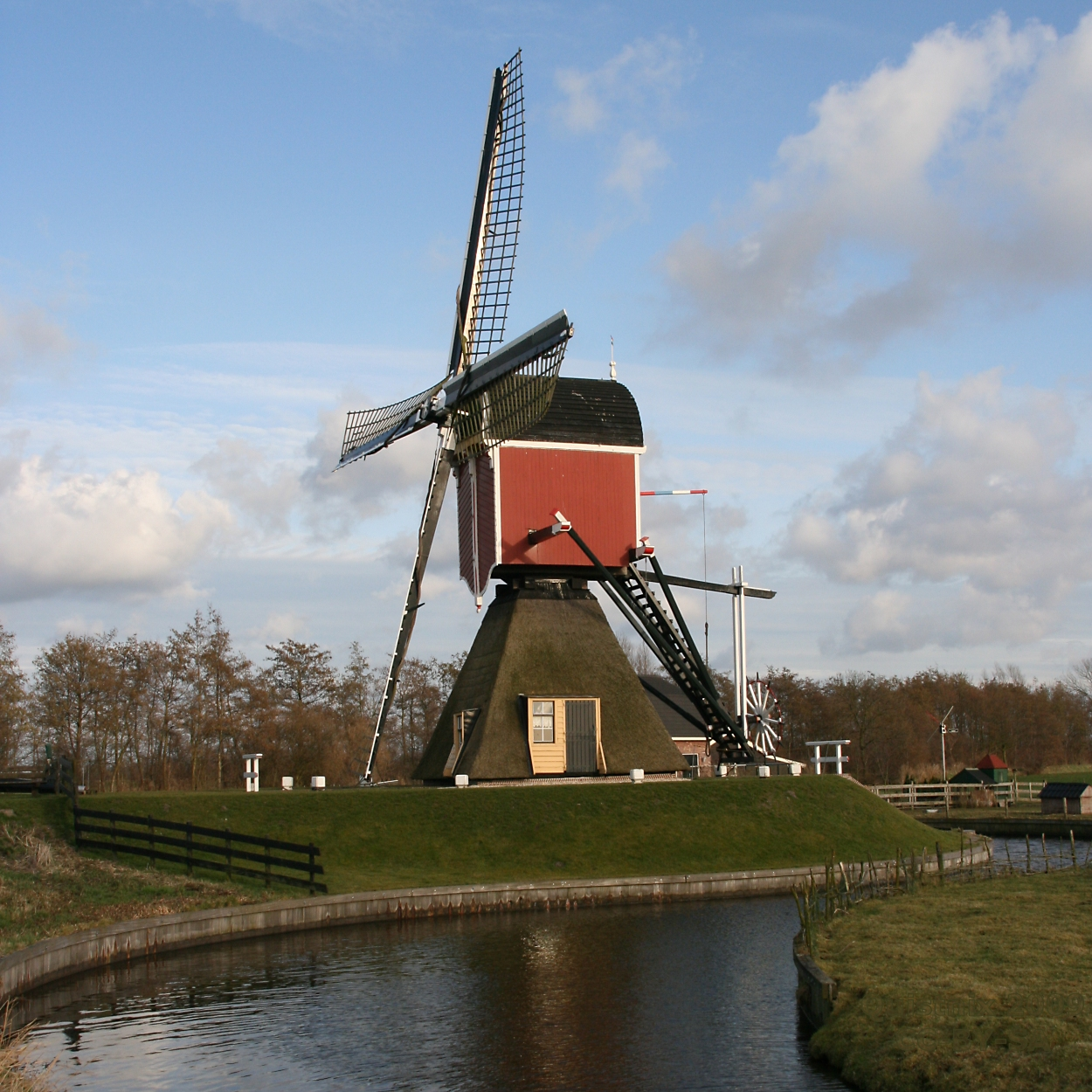
Вітряк Lagenwaardse Molen
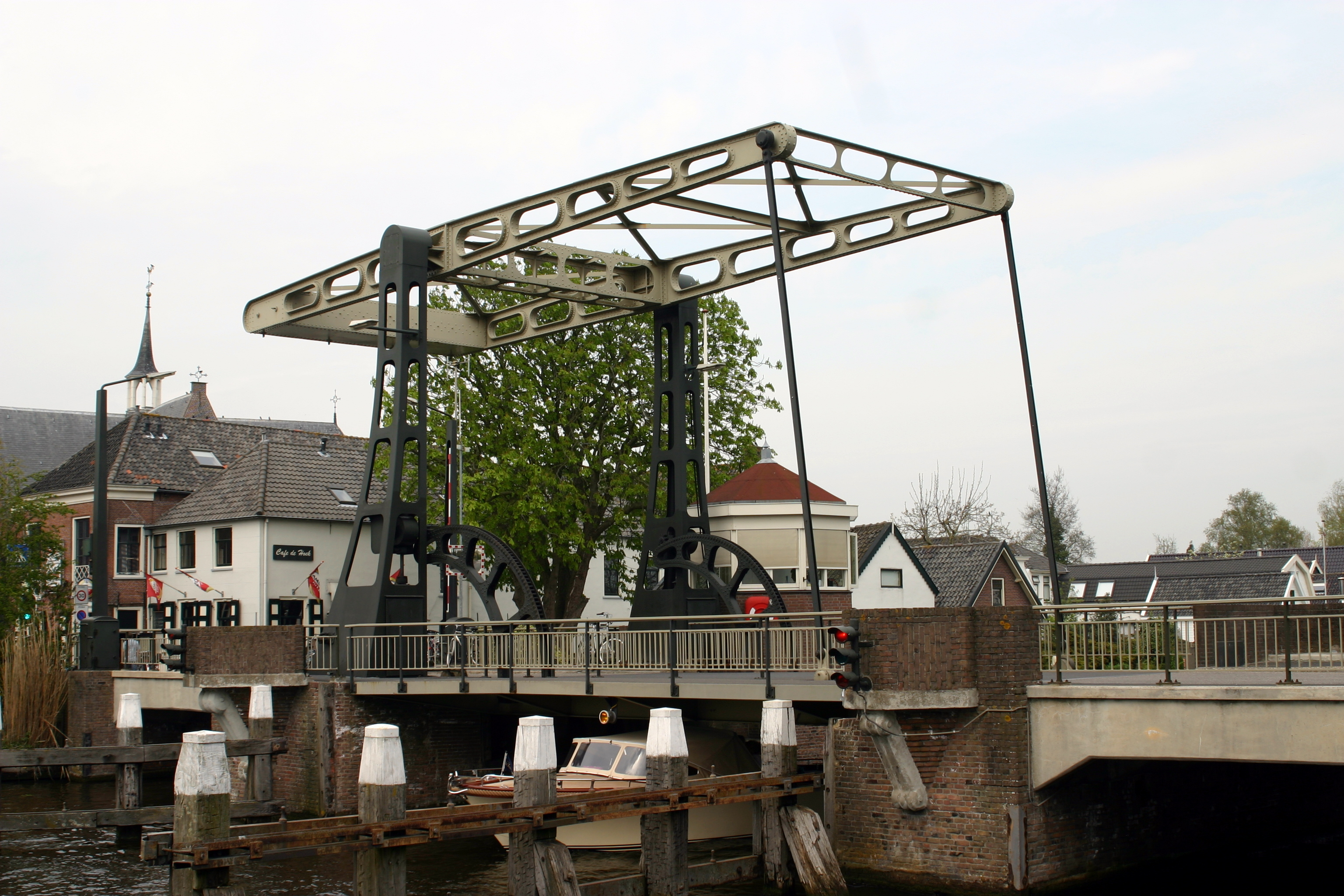
Міст Каудекерксебрюг
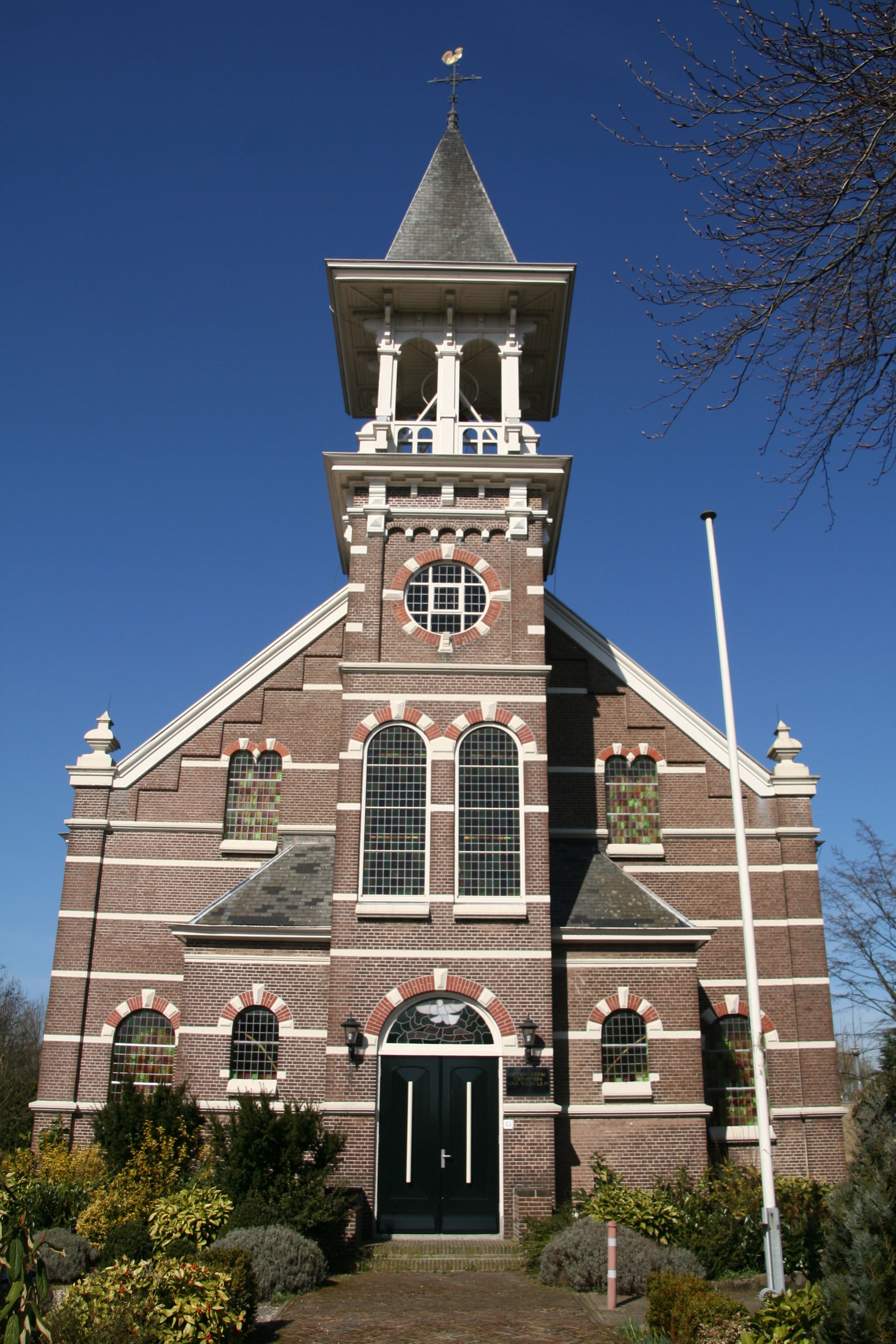
Реформатська церква початку XX століття